# Electron (animal)
Electron es un género de aves de la familia Motmotidae. Incluye a dos especies de aves nativas de México, América Central y Sudamérica.

## Especies
Se distinguen las siguientes especies:
- Momoto carenado, Electron carinatum
- Momoto picoancho, Electron platyrhynchum